# Drescoma
Drescoma é um gênero de mariposa pertencente à família Crambidae.